# Отмар Полльманн
Отмар Полльманн (нім. Othmar Pollmann; 25 вересня 1917, Регенсбург — 11 вересня 1991, Мюнхен) — німецький офіцер, майор вермахту (1 травня 1943). Кавалер Лицарського хреста Залізного хреста з дубовим листям.

## Біографія
4 грудня 1936 року вступив в 20-й піхотний полк. В 1939 році — командир взводу. З 24 квітня 1940 року — ад'ютант 3-го батальйону 481-го піхотного полку 256-ї піхотної дивізії. Учасник Французької кампанії та Німецько-радянської війни, де командував спочатку 11-ю, а з 1 березня 1942 року — 3-ю ротою свого полку. З 16 вересня 1942 року — командир 1-го, з 1 грудня 1942 року — 2-го батальйону свого полку. В 1944 році був поранений 5 разів і більшу частину року провів у шпиталі. З 20 грудня 1944 року — командир 279-го гренадерського полку. З 4 січня 1945 року — ад'ютант штабу 95-ї піхотної дивізії. 13 квітня 1945 року переведений на ад'ютантську посаду в ОКГ. В травні 1945 року здався американським військам. 21 червня 1945 року звільнений.

## Нагороди
- Залізний хрест
  - 2-го класу (31 травня 1940)
  - 1-го класу (11 листопада 1940)
- Нагрудний знак «За поранення»
  - в чорному (29 червня 1940)
  - в сріблі (18 липня 1942)
  - в золоті (14 вересня 1942)
- Штурмовий піхотний знак в сріблі (1 грудня 1941)
- Медаль «За зимову кампанію на Сході 1941/42» (24 липня 1942)
- Німецький хрест в золоті (9 жовтня 1942)
- Лицарський хрест Залізного хреста з дубовим листям
  - лицарський хрест (27 серпня 1943)
  - дубове листя (№760; 28 лютого 1945)
- Нагрудний знак ближнього бою
  - в бронзі (14 листопада 1943)
  - в сріблі (25 лютого 1945)